# Direito Tradicional Chinês
O Direito Tradicional Chinês refere-se às leis, regulamentos e regras usadas na China até 1911, quando a última dinastia imperial caiu. Ele passou por um desenvolvimento contínuo desde pelo menos o século XI a.C. Essa tradição jurídica é distinta das tradições do direito consuetudinário e do direito civil (direito romano-germânico) do Ocidente – bem como do direito islâmico e do direito hindu clássico – e, em grande medida, é contrária aos conceitos do direito chinês contemporâneo. Ele incorpora elementos das tradições legalista e confucionista de ordem social e governança.
Uma característica do processo penal chinês tradicional é que era um sistema inquisitorial onde o juiz, geralmente o magistrado distrital, conduz a investigação pública de um crime. Isso é comparável ao sistema usado em jurisdições de direito civil, mas contrário ao direito comum, que usa um sistema contraditório em que o juiz decide entre os advogados que representam a acusação e a defesa. "Os chineses tradicionalmente desprezavam o papel de advogado e viam essas pessoas como pessoas que tentavam lucrar com as dificuldades dos outros. O magistrado se via como alguém que buscava a verdade, não um partidário de nenhum dos lados."  Dois termos tradicionais chineses aproximam "lei" no sentido ocidental moderno. O primeiro, fǎ (法), significa principalmente "norma" ou "modelo". O segundo, lǜ (律), geralmente é traduzido como "estatuto".

## História

### Desenvolvimento inicial
As leis foram desenvolvidas por funcionários do governo para regular a antiga sociedade chinesa. As leis das sociedades aristocráticas do início da China enfatizavam substancialmente a manutenção de fileiras e ordens distintas entre os nobres, além de controlar a população. Como resultado, lǐ (禮), que significa "ritual" ou "etiqueta", governava a conduta dos nobres, enquanto xíng (刑), as regras de punição, governavam os plebeus e escravos. Os primeiros governantes da dinastia Zhou emitiram ou aplicaram leis que já exemplificavam os valores de um regime de primogenitura, sendo a mais notável a piedade filial. O documento mais antigo sobre a lei na China que é geralmente considerado autêntico é o Kang Gao (康誥), um conjunto de instruções emitidas pelo rei Wu de Zhou a um príncipe mais jovem para o governo de um feudo. O Kang Gao é um capítulo do Livro de Documentos.
Durante o século VI a.C, vários dos estados independentes nos quais o reino Zhou se fragmentou codificaram suas leis penais e as inscreveram em caldeirões de bronze. Por exemplo, pelo menos duas codificações do estado de Zheng sobrevivem, de 536 a.C e 504 a.C – a primeira em caldeirões e a segunda em bambu. Além disso, outros códigos notáveis incluem os códigos de Wei, elaborados por Li Kui . Essa codificação fazia parte do processo pelo qual os governantes tentavam tornar mais eficaz a administração central do Estado. No entanto, eles atraíram críticas de estadistas ortodoxos, incluindo Confúcio , com base no fato de que erodiram a distinção entre o "nobre" e a "base". Os Cinco Castigos (China) datam dessa época.

### Legalismo e Qin
Em 221 a.C, o estado de Qin finalmente obteve a supremacia sobre seus rivais e, assim, a dinastia Qin foi fundada. Uma das razões de seu sucesso foi a adoção, a conselho do Senhor Shang Yang, de códigos penais e administrativos de longo alcance no século IV a.C. As leis impunham punições severas pelo descumprimento dos deveres impostos pelo Estado e, em geral, puniam a todos da mesma forma. Nessa fase, o direito foi marcado por um espírito puramente legalista, hostil aos valores morais preconizados pela escola de pensamento confucionista.
A escola legalista, representada por pensadores como Han Fei Zi, insistiu que o governante deve sempre confiar no direito penal e na imposição de punições pesadas como o principal instrumento do governo. Ao mesmo tempo, considerações morais e posição social devem ser rigorosamente excluídas. Outra marca registrada do pensamento legalista era que a igualdade deveria ser perante a lei. Sobre a questão da técnica legislativa, os legalistas enfatizavam que as regras decretadas pelo governante para punição de ofensas deveriam ser claras e inteligíveis para o povo comum, e deveriam ser devidamente comunicadas à população. Múltiplos castigos corporais foram implementados pelos Qin, como morte por fervura, carruagens, espancamento e mutilação permanente na forma de tatuagem e castração. As pessoas que cometeram crimes também foram condenadas a trabalhos forçados para o estado.
O legalismo sobreviveu de forma diluída depois que a dinastia Han sucedeu a Qin. Reconheceu-se a necessidade de códigos penais e administrativos complexos que permitissem ao imperador governar o país por meio de uma hierarquia de ministros e funcionários, todos responsáveis perante ele. Todos os sistemas legais imperiais mantiveram a insistência legalista original de que os poderes dos funcionários fossem definidos em detalhes e que punições fossem prescritas para transgressões, inadvertidas ou não. Os legisladores han levaram em conta os valores confucionistas e introduziram regras destinadas a implementá-los. Em 167 a.C, a lei havia mudado para que a castração em si não fosse usada para punir, em vez disso, tornou-se um substituto opcional para a execução.

### Código Tang
O código Tang viu a criação do que poderia ser chamado de primeiro judiciário - funcionários mandarins especializados em interpretação da lei. As qualificações para esta posição exigiam a demonstração dos 3 Qis que se acredita produzir um indivíduo perfeitamente equilibrado: conhecimento, demonstrado pelo estudo das escrituras legais, sabedoria e justiça demonstradas por muitos anos de aprendizado, e virilidade, demonstrada pela aptidão física e conquista sexual. Este processo continuou ao longo das dinastias Han e posteriores, culminando na dinastia Tang. Ch'ü T'ung-tsu mostrou que a "Confucianização" da lei chinesa foi um processo lento e que a fusão das visões confucionistas da sociedade com os códigos de lei foi concluída apenas no grande Código Tang de 624 d.C.. O código é considerado um modelo de precisão e clareza em termos de redação e estrutura.
O Código Tang original foi promulgado em 624, pelo imperador fundador (Gaozu) da Dinastia Tang. Ele se tornaria nos tempos modernos o mais antigo código legal totalmente preservado na história do direito chinês. Foi dotado de um comentário, conhecido como Tanglu Shuyi, incorporado em 653, o quarto ano do reinado do Esplendor Perpétuo, como parte do Código Tang do Esplendor Perpétuo. O Código Tang foi baseado no Código de Zhou do Norte (Bei Zhou Lu, 557-581), promulgado 89 anos antes em 564, que por sua vez foi baseado no Código anterior, menos abrangente e menos elaborado de Cao Wei (Cao Wei Lu , 220-265) e o Código de Jin Ocidental (Xi Jin Lu, 265-317) promulgado quase quatro séculos antes em 268.
As atitudes confucionistas colocam pouca confiança na lei e na punição para manter a ordem social. Evidência disso pode ser encontrada na seção Aspiração (Zhi) do Livro Antigo de 200 volumes sobre Tang (Jiu Tang Shu), uma obra-prima da historiografia Tang. O clássico da história foi compilado sob supervisão oficial em 945 durante a Dinastia Jin tardia (Hou Jin, 936-946) da era das Cinco Gerações (Wudai, 907-960), cerca de três séculos após os eventos reais. Um único capítulo sobre Castigo e Lei (Xingfa) é colocado por último após sete capítulos sobre Ritos (Liyi), após os quais vêm quatro capítulos sobre Música (Yinyue), três capítulos sobre o Calendário (Li), dois sobre Astronomia e Astrologia (Tianwen), um em Física (Wuheng), quatro em Geografia (Dili), três em Hierarquia de Ofício (Zhiguan), um em Carruagens e Trajes (Yufu), dois em Sutras e Livros (Jingji),
Espera-se que o Código de Ritos Confucionista (Liji), não a lei, seja o documento de controle sobre o comportamento civilizado. Na visão de mundo confucionista, o estado de direito é aplicado apenas aqueles que caíram além dos limites do comportamento civilizado. Espera-se que as pessoas civilizadas observem os ritos apropriados. Espera-se que apenas os párias sociais tenham suas ações controladas por lei. Assim, o estado de direito é considerado um estado de primitivismo bárbaro, antes de atingir o estado civilizado de observação voluntária de ritos próprios. O que é legal não é necessariamente moral ou justo.
Sob a supervisão do ministro Tang confucionista Fang Xuanling, 500 seções de leis antigas foram compiladas em 12 volumes no Código Tang, intitulados:
Vol 1: Termos e Exemplos (Mingli)
Vol 2: Segurança e Proibição (Weijin)
Vol 3: Escritório e Hierarquia (Zhizhi)
Vol 4: Assuntos Domésticos e Casamento (Huhun)
Vol 5: Estábulos e Armazenamento (Jiuku)
Vol 6: Impeachment e Promoção (Shanxing)
Vol 7: Roubo e Roubo (Zeidao)
Vol 8: Concurso e Litígio (Dousong)
Vol 9: Engano e Falsidade (Zhawei)
Vol 10: Regulamento Diversos (Zalu)
Vol 11: Prisão e Fuga (Buwang)
Vol 12: Julgamento e Prisão (Duanyu)
O Código Tang lista as cinco formas de punição corporal para servos como:
1. Flagelação ( chinês :笞; pinyin : chī )
2. Perturbação ( chinês :杖; pinyin : zhàng )
3. Prisão ( chinês :徒; pinyin : tú )
4. Exílio ( chinês :流; pinyin : liú )
5. Morte ( chinês :死; pinyin : sĭ )

A leniência é aplicada de acordo com as Oito Deliberações:
1. Relação de sangue
2. Motivo do crime
3. Virtude do culpado
4. Capacidade do culpado
5. Méritos passados
6. Status de nobreza
7. Amizade
8. Caráter diligente

O confucionismo em sua forma revisada (neoconfucionismo) continuou a ser a ortodoxia estatal sob as dinastias Song,Ming e Qing. Isso garantiu que os fundamentos confucionistas do código Tang fossem mantidos e, em alguns aspectos, até fortalecidos. Na época da dinastia Qing, no entanto, a massa da legislação havia aumentado a tal ponto que era duvidoso que mesmo os funcionários pudessem dominar adequadamente as distinções complexas que ela continha.

## Variedades de direito
A lei tradicional chinesa pode ser dividida em lei "oficial" e "lei não oficial". A "lei oficial" emana da autoridade do imperador. A doutrina da separação de poderes era desconhecida na China até o século XX. Em particular, as funções judiciais e administrativas eram desempenhadas por magistrados e não por pessoas separadas. O imperador delegou muitos de seus poderes administrativos e judiciais a seus funcionários, reservando para si a função legislativa. O próprio direito oficial pode ser dividido em dois componentes principais: direito penal e direito administrativo. O primeiro prescrevia punições para certos comportamentos, e o segundo definia os deveres dos funcionários.
Em contraste, a lei "não oficial" era a lei consuetudinária do povo, regras que se desenvolviam nas localidades ou nas guildas de mercadores para lidar com assuntos de interesse comum. Nenhuma das palavras padrão para lei – fa (法) ou lü (律) – foi aplicada a regras desse tipo.
Dessas variedades, apenas o direito penal foi sistematicamente estudado por estudiosos ocidentais. A complexidade do sistema administrativo chinês tornou difícil para os estudantes ocidentais adquirir uma familiaridade geral com os princípios legais que o regem. O estudo da lei não oficial também foi limitado devido em parte ao fato de que os dados estão contidos em uma variedade de materiais de origem, extremamente difíceis de acessar. A falta de acesso ao material original deu a estudiosos anteriores, tanto chineses quanto ocidentais, a impressão equivocada de que a China Imperial não tinha um sistema de direito civil.

### Direito Penal
A peça central da lei penal é o "código de punições" emitido por cada dinastia em seu início. Embora fragmentos de leis sobrevivam do Qinq e Han, o primeiro código completo sobrevivente foi o Código Kaihuang desenvolvido durante a dinastia Sui e adotado por dinastias posteriores, incluindo a Tang em 653. Este código forneceu o modelo para todos os códigos penais tradicionais posteriores através de sua definição dos Cinco Castigos e Dez Abominações . Apenas a dinastia mongol Yuan não conseguiu emitir um código penal, mas as coleções de materiais legais dessa dinastia ainda mostram a forte influência do código Tang.
Os códigos penais contêm apenas regras que prescrevem punições para delitos específicos, regras que definem geralmente a distribuição da pena ou aquelas que estabelecem princípios de interpretação. Cada ofensa foi atribuída uma punição específica. A tarefa do magistrado era identificar o nome próprio do delito divulgado pelos fatos. A determinação da punição correta seguiu automaticamente.
O código penal era visto como parte indispensável das regras do governo, mas as punições ainda deveriam ser humanas. As punições mutilantes que caracterizavam a lei anterior não eram mais usadas no século VIII. As cinco punições regulares estabelecidas pelo código Tang eram, em ordem decrescente de severidade: morte, exílio vitalício, servidão penal (trabalho forçado), espancamento com bastão pesado ou espancamento com bastão leve. Permaneceram as punições regulares até os anos finais do Qing.
Os códigos penais foram divididos em uma seção de "Princípios Gerais" e uma seção de "Infrações Específicas". Cada dinastia manteve o mesmo conteúdo básico, embora os códigos Ming e Qing tenham introduzido alguma variação na classificação das ofensas. Os códigos Tang e Song consistiam em uma série de artigos (律), muitos dos quais foram adotados, às vezes sem alteração, pelos códigos Ming e Qing. Uma vez que os artigos do código foram estabelecidos no início da dinastia, houve uma relutância por parte do imperador fundador ou de seus sucessores em alterá-los.
Conseqüentemente, para lidar com o problema da mudança de circunstâncias, os Ming começaram a prática de adicionar subestatutos (例) ao código. A prática cresceu extensivamente sob os Qing, com o resultado de que, no final do século XIX, o código penal perdeu algo de sua coerência interna e se tornou um instrumento pesado. Os subestatutos tendiam a ser mais específicos e detalhados do que os artigos. Comentários explicativos foram adicionados aos códigos penais. Os mais autorizados foram aqueles aprovados pelo trono para inclusão no código. Estas muitas vezes continham regras não encontradas nos artigos ou substatus. Nos casos em que não se possa invocar nenhum artigo ou subestatuto ambíguo, as decisões anteriores do Conselho de Punições podem funcionar como " sucessos ".
Algumas regras dos códigos penais, especialmente as relativas a questões civis, eram obsoletas ou não eram aplicadas. Jean Escarr, sugeriu que o direito penal como um todo deveria funcionar como um guia de conduta modelo e não como um conjunto de regras executórias. Embora essa visão tenha sido amplamente rejeitada, é claro que muitas das regras impostas sobre as relações familiares foram mantidas por causa de seu valor simbólico. Após o período Han, todas as regras de um código que não eram lü eram chamadas de ling (ordenanças) e ge (decisões), às vezes shi (modelos) e muitas vezes zhi (decretos).

### Direito administrativo
O direito administrativo foi bem desenvolvido na China muito cedo; a maior parte de sua estrutura básica foi estabelecida pela Dinastia Zhou. Na estrutura administrativa, o imperador era supremo e, portanto, acima da lei. Ele poderia fazer a lei, anular as leis existentes e perturbar as decisões administrativas tomadas em seu nome. No entanto, embora autocrático, a própria existência da complexa maquinaria burocrática constituía um freio ao seu exercício arbitrário de poder. Ocasionalmente, ele poderia modificar uma sentença capital encaminhada a ele pelos órgãos judiciais centrais para sua aprovação, mas sempre o fazia com referência aos fatos do caso específico e explicava em seu edital as razões da mudança que havia feito. Às vezes, ele até aceitava uma reclamação de seus funcionários de que a mudança não era adequada e aceitava que tinha que agir em conformidade com a lei existente.

### Direito Civil
O direito consuetudinário , tratou do que no Ocidente é denominado direito privado ou direito civil . Em particular, inclui regras que regem questões de contrato e propriedade . Em contraste com os sistemas ocidentais em que o direito civil precedeu o direito penal, no direito tradicional chinês, o inverso era verdadeiro. Das disposições do código penal, os magistrados poderiam derivar princípios de direito civil ou diretamente, se um assunto fosse declarado no código penal (como questões relativas a dívida e usura , negócios com terras, empréstimo e garantia de propriedade, e a venda de mercadorias em mercados), ou indiretamente ler em uma lei criminal como base para uma ação civil privada.
Embora a visão estereotipada dos magistrados chineses fosse que eles estavam relutantes em intervir como árbitros em qualquer tipo de disputa civil, estudos mais recentes argumentaram que a maior parte do trabalho de um magistrado envolvia a resolução de disputas civis. Nessa visão, a relutância dos magistrados em assumir o trabalho de casos tinha a ver em grande parte com o fato de que a administração civil chinesa era pequena e que a carga de trabalho dos magistrados era muito grande. Além disso, estudiosos no início do século XXI, como Philip Huang (黃宗智), argumentaram que o sistema tradicional chinês de justiça era justo, eficiente e frequentemente usado na resolução de disputas.
O uso da propriedade foi dividido em solo superficial (tianpi) e subsolo ( tiangu )) direitos. Os proprietários com direitos sobre o subsolo tinham um direito permanente à propriedade se pagassem impostos e recebessem selos oficiais do governo, mas não tivessem direitos de uso ativo da terra. Em vez disso, aqueles com direitos do solo superficial pagavam ao proprietário do subsolo um aluguel fixo (ou parte do produto do que foi produzido na terra) não apenas pelo direito de cultivar e viver na terra, mas também pelo direito de vender ou arrendar o solo superficial de forma independente. direitos a outra parte. Assim, enquanto outra parte detivesse os direitos do solo superficial, a parte detentora do subsolo não tinha o direito de usar ativamente a terra ou despejar o proprietário do solo superficial. A terra, como outras formas de propriedade, era vista como propriedade coletiva da família e não de indivíduos dentro da família. Outro conceito em direitos de propriedade imperial chinês foi dianmai(典賣/典卖), mais comumente conhecido como huomai (活賣/活卖), ou venda condicional de propriedade  que permitia ao vendedor (ou seja, sua família) comprar de volta a terra pelo preço original (sem interesse). A suposição era que a terra, tendo sido detida por uma família por gerações, deveria permanecer com a mesma família. A partir da dinastia Sui, as mulheres não podiam possuir propriedade diretamente e, para que a terra ficasse na mesma família, ela tinha que passar entre herdeiros masculinos seguindo a regra da primogenitura.

## Procedimento
Suspeitos e criminosos foram presos pela polícia do condado ou pelos chefes dos correios que estavam subordinados ao chefe de polícia do condado. Um princípio importante da lei tradicional chinesa era que uma pessoa não poderia ser condenada por um crime sem uma confissão. Como era necessária uma confissão para uma condenação e sentença, a tortura era frequentemente usada para obter tal confissão. Uma ferramenta comum era o bastinado (chicoteamento), aplicado nas nádegas e coxas. Durante o Qin e Han, os magistrados locais foram totalmente autorizados a aplicar toda a escala de punições, incluindo a pena de morte.
Em princípio, todos os processos criminais, qualquer que seja a sua gravidade, eram julgados em primeiro lugar no tribunal da comarca em que os factos ocorreram. O magistrado investigou os fatos, apurou a culpa ou inocência, e então propôs a pena para o delito, conforme prescrito pelo código. Sempre que coubesse pena de maior severidade do que espancamento, era necessário encaminhar o processo ao tribunal superior da hierarquia, o do prefeito, para nova audiência. A decisão do prefeito era definitiva apenas em casos de servidão penal. Os casos de exílio ou morte eram automaticamente revistos pelo governador provincial. Todos os casos de homicídio e todos os casos de condenação à morte foram enviados à capital para revisão pelo mais alto tribunal judicial, o Conselho de Punições (China). Nenhuma sentença de morte poderia ser implementada, exceto em circunstâncias extremas.

## Valores morais e a lei
Em contraste com os legalistas, a visão confucionista do direito sempre foi centrada na moralidade. Xun Zi, um dos primeiros pensadores confucionistas, viu a necessidade de legislação, mas enfatizou igualmente a importância da virtude por parte do legislador e do judiciário. Havia a convicção de que a manutenção das prescrições morais confucionistas por meio do aparelho do Estado era essencial para a preservação de uma sociedade civilizada. O encorajamento da virtude da piedade filial ajudou a fortalecer o dever relacionado de respeito e submissão à autoridade imperial.
Os códigos sinalizam sua orientação moral, colocando logo no início da seção "Princípios Gerais" uma descrição das ofensas conhecidas como as " Dez Abominações ". Essas ofensas eram consideradas as mais abomináveis. Como o comentário oficial do código Qing afirma: "pessoas culpadas de qualquer uma das Dez Abominações destroem os laços humanos (倫), rebelam-se contra o Céu (天), vão contra a razão (理) e violam a justiça (義)."

## Legislação e raciocínio jurídico
Quando uma nova legislação estivesse sendo considerada, haveria o cuidado de avaliar sua relação com a lei existente. As leis foram feitas através dos funcionários do governo e, em seguida, mostradas ao imperador para que as leis fossem alteradas e feitas para as pessoas obedecerem.

## Características gerais
A igualdade perante a lei nunca foi oficialmente aceita como princípio jurídico e como prática jurídica. Por exemplo, o sistema de isenção de oito categorias ou pessoas da persecução penal (ba yi) e o sistema de isenção de punição por desistência de cargos oficiais (guandang) são dispositivos legais formalmente reconhecidos.
Ao contrário do Ocidente, onde os poderes seculares e religiosos coexistiram e fomentaram uma tradição de pluralismo, o sistema jurídico tradicional chinês, como ferramenta do soberano, nunca encontrou contrapartes fortes e, portanto, nunca tolerou a existência de quaisquer poderes estrangeiros e outras regras legais que não as do imperador. Do ponto de vista sociocultural, no Ocidente, os indivíduos têm sido tipicamente vistos como intrinsecamente ligados a uma única tradição religiosa (ou seja, uma forte divisão tradicionalmente existia entre denominações rivais, ou entre cristianismo e judaísmo), na cultura chinesa, as pessoas têm foram capazes de ser simultaneamente adeptos do budismo, taoísmo e confucionismo, ou alguma combinação destes.
Ao contrário de muitos outros povos, os chineses nunca atribuíram suas leis a um legislador divino. O mesmo é verdade para a regra que governava toda a vida e que, portanto, poderia ser legitimamente chamada de "leis"; nenhuma origem divina é encontrada para li (regras de comportamento correto).